# El milagro del padre Stu
El milagro del padre Stu (título original: Father Stu) es una película de drama estadounidense, escrita y dirigida por Rosalind Ross. Se basa en la historia de vida del boxeador convertido en sacerdote, el padre Stuart Long. Este proyecto es el debut como directora de largometrajes de Ross. Está protagonizada por Mark Wahlberg, quien también se desempeña como productor de la película, Mel Gibson, Jacki Weaver y Teresa Ruiz. Colleen Camp es una de las productoras ejecutivas de la película. La película se estrenó en Estados Unidos el 13 de abril de 2022, durante la Semana Santa.

## Sinopsis
Stuart Long es un boxeador amateur, una lesión de especial gravedad le hace abandonar su intento de llegar a ser un boxeador profesional. Decide trasladarse a Los Ángeles, donde piensa que conseguirá triunfar como actor. Mientras trabaja en un supermercado, conoce a Carmen y queda prendado de ella, dispuesto a conquistarla. Cuando se entera de que es una maestra de una escuela dominical católica, comienza a frecuentar la iglesia, hasta conseguir que ella le acepte como novio, para lo que decide bautizarse.
Un grave accidente de moto le deja en coma durante un tiempo, del que sale adelante, por lo que, él mismo considera un milagro. Su agradecimiento a Dios por esa curación, le lleva a sentir la necesidad de ayudar a los demás, y finalmente a hacerse sacerdote, aunque esto le supone renunciar a Carmen. Cuando ya está en el seminario preparándose para la ordenación, se le detecta un grave enfermedad, que le irá produciendo una incapacidad para movilizarse. En esa situación, las autoridades del seminario dudan de que pueda ser ordenado; también sus padres —agnósticos como lo era él— tratan de convencerlo de que abandone su decisión de ser sacerdote. Su insistencia y coraje le hace alcanzar el sacerdocio, en el que —como la película expresa en unas pocas escenas— desarrolla el ministerio sacerdotal hasta su muerte a los 50 años.

## Reparto
- Mark Wahlberg como Padre Stuart "Stu" Long.[10]
- Mel Gibson como Bill Long.
- Jacki Weaver como Kathleen Long.
- Teresa Ruiz como Carmen.[11][12]
- Annet Mahendru como Virgen María.
- Carlos Leal como Padre García.
- Aaron Moten como Ham.[13]
- Malcolm McDowell como Monseñor Kelly.
- Cody Fern como Jacob.
- Winter Ave Zoli como Allison.
- Ned Bellamy como Dr. Novack.
- Michael Fairman como Randall.

## Producción
El rodaje se llevó a cabo en Los Ángeles en mayo de 2021.
La película contiene un lenguaje inusualmente fuerte para una película basada en la fe, y Wahlberg dijo que inicialmente se le impidió filmar una escena en una iglesia porque contenía lenguaje vulgar. Sin embargo, Wahlberg defendió el uso del lenguaje como una forma de enfatizar el contraste entre sus estilos de vida anteriores y posteriores a la conversión. La película fue elogiada por muchos líderes católicos, incluido los obispos Robert Barron y George Leo Thomas.

## Calificaciones
| Sitio           | Calificación | Calificación     | Calificación | Ref.   |
| Sitio           | Estrellas    | Estrellas        | Votos        | Ref.   |
| --------------- | ------------ | ---------------- | ------------ | ------ |
| IMDb            | 6.4 de 10    | 6.4/10 estrellas | 10,553       | [ 16 ] |
| Rotten Tomatoes | 4.6 de 5     | 4.6/5 estrellas  | +2,500       | [ 17 ] |